# Journal of Anatomy
Journal of Anatomy is een internationaal, aan collegiale toetsing onderworpen wetenschappelijk tijdschrift op het gebied van de anatomie en morfologie. De naam wordt in literatuurverwijzingen meestal afgekort tot J. Anat. Het wordt uitgegeven door Wiley-Blackwell namens de Britse Anatomical Society en verschijnt maandelijks.
Vanaf de oprichting in 1867 tot 1916 luidde de naam van het tijdschrift Journal of Anatomy and Physiology.